# Фландрія
Фландрія (нід. Vlaanderen) — одна з трьох земель Бельгії (дві інші землі — Брюссель і Валлонія). До складу входять провінції Західна Фландрія, Східна Фландрія, Антверпен, Фламандський Брабант, Лімбург.
Головне місто — Брюссель (нині належить до однойменної бельгійської землі, тобто не підпорядковується Фландрії). Великі міста: Антверпен, Гент, Мехелен, Левен, Брюгге, Гасселт.
Населення Фландрії — фламандці. Офіційна мова — нідерландська.
Фламандський парламент (нід. Vlaams Parlement) обирається на 5 років у ході прямих загальних виборів (право голосу мають тільки громадяни Бельгії, що постійно проживають у Фландрії). Фламандський парламент формує фламандський уряд. Процес розмежування повноважень між урядом Фландрії й федеральним урядом Бельгії почався в 1980 році у зв'язку з програмою федералізації Бельгії та триває з багатьох питань і досі, хоча основні принципи розмежування повноважень зазначено в конституції Бельгії.